# بوتوند بالوف
بوتوند بالوف (انگلیسی: Botond Balogh؛ زادهٔ ۶ ژوئن ۲۰۰۲) بازیکن فوتبال اهل مجارستان است.
وی همچنین در تیم‌های ملی فوتبال زیر ۲۱ سال مجارستان، و مجارستان بازی کرده‌است.